# تپه گرد له روستای هزار جریب
تپه گرد له روستای هزار جریب در شهرستان بروجرد، بخش مرکزی، روستای هزار جریب واقع شده و این اثر در تاریخ ۱۲ بهمن ۱۳۸۱ با شمارهٔ ثبت ۷۱۳۱ به‌عنوان یکی از آثار ملی ایران به ثبت رسیده است.